# Mike Spence
Mike Spence (Surrey, 1936. december 30. – Indianapolis, 1968. május 7.) brit autóversenyző, Formula–1-es pilóta.
A ma már Dél-Londonhoz tartozó Croydonban született Michael Henderson, avagy ahogy az autósportban ismerik, Mike Spence, aki többek közt azzal írta be magát a sportág történetébe, hogy ő nyerte az első Brands Hatch-i Race of Championst, mely talán a legnagyobb presztízsű bajnokságon kívüli Formula–1-es futam volt mind közül.
Az 1963-as Olasz Nagydíjon debütált és összesen 37 Formula–1es versenyen indult. Pályafutása során egyszer állhatott fel a dobogóra, 1965-ben Mexikóban lett harmadik és összesen 27 világbajnoki pontot szerzett.

## Pályafutása

### Fiatalkora
Versenyzői karrierjének első évei édesapja garázsában történt meg, itt került kapcsolatba az autókkal. Húszas éveiben járva kezdett versenyezni, előbb sportautókkal, majd alsóbb kategóriás együléses gépekkel. Itt hamar sikeresnek bizonyult, így két évvel azt követően, hogy először formulaautóba ült, immár egy bajnokságon kívül nagydíjon is rajthoz állhatott a Stuttgarti közeli Solituderingen. 1959-től a brit Formula Junior sorozatban versenyzett.

### Formula–1

#### Team Lotus
Bár Formula Junior-eredményei elmaradtak a várakozásoktól, Spence-t 1963 második felében megkereste a Lotus Formula–1-es csapata, akik a sérült Trevor Taylornak kerestek helyettest, és mivel a csapat tartalékpilótája, Peter Arundell egy másik versenyen indult, így az alakulat Spence-t tette meg Clark csapattársául a monzai Olasz Nagydíjra. Spence az öt lotusos versenyző közül második legjobbként kilencediknek kvalifikálta magát, ám a versenyen műszaki hiba miatt nem érhetett célba.
A következő évben Spence ismét egy sérülés miatt ülhetett be a Lotusba, miután Peter Arundell a reimsi Formula–2-es futamon megpördült, ütközött Gintherrel, és kirepült az autójából. Miután Spence több biztató versenyt futott, a mexikói évzárón pedig negyedik lett, 1965-ben is ő maradhatott a balesetét követően sokáig lábadozó Arundell helyettese.
A szezon remekül kezdődött, hiszen negyedik lett a január 1-jei évnyitón, majd márciusban Clark kiesése után megnyerte az első alkalommal megrendezett Race of Championst. A világbajnokság azonban nem folytatódott jól a számára, hiszen a következő hét versenyén csak egyszer szerzett pontot, a mexikói évzárón viszont ismét remekelt, s végül harmadikként futott be a versenyen, miután az év addigi összes futamát megnyerő Clark-Hill-Stewart trió egyaránt kiesett.

#### British Racing Motors
Ez azonban kevés volt a helye megtartásához, Chapman 1966-ban ismét Arundellnek szavazott bizalmat. Spence a BRM-hez szerződött, ám nem ülhetett be a gyári autóba, hanem továbbadták a Reg Parnell Racinghez, így egy privát Lotusszal teljesítette az évet. Mindössze két versenyen ért célba, igaz mindkettőn pontot is szerzett, de legalább az évkezdés ismét jól sikerült, hiszen győzni tudott az ezúttal bajnokságon kívüli Dél-Afrikai Nagydíjon, melyen egy gyári Lotusszal indult. A  BRM 1967-re felvitte Spence-t a gyári csapathoz, ahol Jackie Stewart partnere lett. A megbízhatósággal nem volt probléma, hiszen Spence ötször is pontot szerzett, ám egyszer sem végzett az ötödik helynél előrébb. A következő év eleje szokás szerint jól sikerült, így Spence abban bízhatott, hogy 1968 végre meghozza a nagy áttörést.
1968-ban Jim Clark halála után Colin Chapman meghívta őt az Indianapolisi 500-as versenysorozatba. Egy gyakorlás során, három héttel a verseny előtt, a pálya egyik ívét elvétette és a falnak ütközött. A leszakadó első kerék a sisakjának csapódott súlyos fejsérülést okozva a pilótának, aki a kórházban belehalt a sérüléseibe.

### Sportautók
Az 1967-es Le Mans-i 24 órás autóversenyen is részt vett a Chaparral Cars Inc. csapat autójával, de célba nem értek. 225 kört teljesítettek csapattársával, Phil Hillel.

## Halála
Egykori csapattársa, Jim Clark halálát követően Colin Chapman ismét felkereste Spence-t, s felkérte, hogy vezesse az egyik Lotus 56-ost az Indianapolisi 500-on. Május 7-én, miután az addigi legjobb edzéskört megfutotta a 60-as számú autójával, Chapman megkérte Spence-t, hogy a 30-as Lotust is vigye pályára, mivel annak versenyzője, Greg Weld nem igazán találta a sebességet. Spence így egy másik Lotusszal ismét pályára hajtott, ám második körében a célegyenes végén elrontotta az egyes kanyar bejáratát, és a betonfalba csapódott. Az autó jobb első kereke hátracsapódott és fejen találta Spence-t, aki néhány órával később belehalt súlyos sérüléseibe. Legjobb eredményét még öt edzésnapon át senki nem tudta megdönteni, Joe Leonard pedig a pole-pozícióba kvalifikálta a 60-as rajtszámú autót.

## Eredményei

### Teljes Formula–1-es eredménysorozata
(Táblázat értelmezése)

(Félkövér: pole-pozícióból indult; dőlt: leggyorsabb kört futott) 

| Év   | Csapat                   | 1      | 2      | 3      | 4      | 5      | 6      | 7      | 8      | 9       | 10     | 11    | 12  | Helyezés | Pont |
| ---- | ------------------------ | ------ | ------ | ------ | ------ | ------ | ------ | ------ | ------ | ------- | ------ | ----- | --- | -------- | ---- |
| 1963 | Team Lotus               | MON    | BEL    | NED    | FRA    | GBR    | GER    | ITA 13 | USA    | MEX     | RSA    |       |     | NC       | 0    |
| 1964 | Team Lotus               | MON    | NED    | BEL    | FRA    | GBR    | GER 8  | AUT Ki | ITA 6  | USA 7   | MEX 4  |       |     | 12.      | 4    |
| 1965 | Team Lotus               | RSA 4  | MON 8  | BEL 7  | FRA 7  | GBR 4  | NED    | GER Ki | ITA 11 | USA Ki  | MEX 3  |       |     | 8.       | 10   |
| 1966 | Reg Parnell Racing Ltd   | MON Ki | BEL Ki | FRA Ki | GBR Ki | NED 5  | GER Ki | ITA 5  | USA Ki | MEX DNS |        |       |     | 13.      | 4    |
| 1967 | Owen Racing Organisation | RSA Ki | MON 6  | NED 8  | BEL 5  | FRA Ki | GBR Ki | GER Ki | CAN 5  | ITA 5   | USA Ki | MEX 5 |     | 10.      | 9    |
| 1968 | Owen Racing Organisation | RSA Ki | ESP    | MON    | NED    | BEL    | FRA    | GBR    | GER    | CAN     | ITA    | USA   | MEX | NC       | 0    |

### Le Mans-i 24 órás autóverseny
| Év   | Csapat              | Autó         | Csapattárs | Helyezés      |
| ---- | ------------------- | ------------ | ---------- | ------------- |
| 1967 | Chaparral Cars Inc. | Chaparral 2F | Phil Hill  | nem ért célba |